# Battaglia di Butaiha
La battaglia di Butaiha (o battaglia di Putaha) del luglio 1158 fu uno scontro combattuto tra l'esercito crociato guidato dal re Baldovino III di Gerusalemme e quello di Norandino, l'atabeg di Aleppo e Damasco, nella pianura di Butaiha, situata nella parte nord-orientale dell'odierno Israele. All'epoca della battaglia, l'area apparteneva al Regno di Gerusalemme. In quell'occasione, i crociati ottennero una vittoria e, a seguito della lotta, fu siglata una tregua che per qualche tempo causò la cessazione delle ostilità sulla frontiera siriano-palestinese.

## Antefatti
Il 7 aprile del 1158, l'atabeg Norandino raggiunse la città di Damasco, che era stata attaccata a sorpresa dal re di Gerusalemme Baldovino III. In quel frangente, Baldovino aveva deciso di ritirarsi per sfuggire al nemico, poiché credeva che Norandino fosse al comando di un numero molto alto di truppe. Il condottiero musulmano decise di scagliare una controffensiva e, mentre il suo luogotenente Shirkuh colpiva i dintorni di Sidone, egli attaccava personalmente il castello di Habis Jaldak, un avamposto costruito dai franchi (ovvero i cristiani) a sud-est del lago di Tiberiade, vicino alle sponde del fiume Yarmuk. L'assalto fu così dirompente che la guarnigione rischiava seriamente di capitolare, motivo per cui Baldovino partì in suo soccorso, accompagnato dal conte Teodorico di Alsazia.

## La battaglia
Anziché marciare direttamente sul forte, Baldovino si recò verso la strada a nord del lago, la quale conduceva a Damasco. Lo stratagemma funzionò, in quanto Norandino temette che le sue vie di comunicazione potessero venire tagliate e levò l'assedio. I due eserciti si scontrarono vicino al villaggio di Butaiha, a oriente dell'alta valle del Giordano. Non appena scorsero i musulmani, i franchi attaccarono subito, credendo che si trattasse soltanto di una squadra di esploratori; tuttavia, il nitrito di un mulo che il re aveva regalato a uno sceicco (e che aveva riconosciuto i suoi antichi compagni tra i cavalli dei franchi) fece loro comprendere che era arrivato l'intero esercito saraceno; essi sapevano infatti che quel tale sceicco si trovava assieme a Norandino.
Il loro assalto fu così impetuoso che i musulmani esitarono e abbandonarono il campo di battaglia, su ordine di Norandino. La disordinata fu piuttosto disordinata e la vittoria dei crociati fu abbastanza netta.

## Conseguenze
La vittoria franca indusse Norandino a stipulare una tregua, la quale fece sì che per alcuni anni non fu intrapresa alcuna seria operazione di guerra lungo la frontiera siriano-palestinese.